# ريتشارد والاس (مبارز بالسيف)
ريتشارد والاس (بالفرنسية: Richard Wallace)‏ هو مبارز بالسيف فرنسي، ولد في 2 مايو 1872 في باريس في فرنسا، وتوفي في 19 يناير 1941.

## وصلات خارجية
- ريتشارد والاس على موقع اللجنة الأولمبية الدولية (الإنجليزية)
- ريتشارد والاس على موقع أوليمبيديا (الإنجليزية)